# Satz von Radon-Nikodým
In der Mathematik verallgemeinert der Satz von Radon-Nikodým die Ableitung einer Funktion auf Maße und signierte Maße. Er gibt darüber Auskunft, wann ein (signiertes) Maß {\displaystyle \nu } durch das Lebesgue-Integral einer Funktion {\displaystyle f} darstellbar ist, und ist sowohl für die Maß- als auch für die Wahrscheinlichkeitstheorie von zentraler Bedeutung.
Benannt ist der Satz nach dem österreichischen Mathematiker Johann Radon, der 1913 den Spezialfall {\displaystyle \mathbb {R} ^{n}} bewies, und dem Polen Otton Marcin Nikodým, der 1930 den allgemeinen Fall beweisen konnte. Weiterentwicklungen und neuartige Ansätze des Theorems existieren.

## Vorbemerkung
Ist {\displaystyle \mu } ein Maß auf dem Messraum {\displaystyle (X,{\mathcal {A}})} und ist {\displaystyle f\colon X\to \mathbb {R} } eine bezüglich {\displaystyle \mu } integrierbare oder quasiintegrierbare messbare Funktion, so wird durch 
{\displaystyle \nu (E)=\int _{E}f\,\mathrm {d} \mu } für alle {\displaystyle E\in {\mathcal {A}}},
ein signiertes Maß {\displaystyle \nu } auf {\displaystyle (X,{\mathcal {A}})} definiert.
Ist {\displaystyle f} nicht-negativ, so ist {\displaystyle \nu } ein Maß. 
Ist {\displaystyle f} integrierbar bezüglich {\displaystyle \mu }, so ist {\displaystyle \nu } endlich.
Die Funktion {\displaystyle f} heißt dann Dichtefunktion von {\displaystyle \nu } bezüglich {\displaystyle \mu }. 
Ist {\displaystyle E\in {\mathcal {A}}} eine {\displaystyle \mu }-Nullmenge, das heißt, ist {\displaystyle \mu (E)=0}, so ist auch {\displaystyle \nu (E)=0}. Das (signierte) Maß {\displaystyle \nu } ist also absolut stetig bezüglich {\displaystyle \mu } (in Zeichen {\displaystyle \nu \ll \mu }).
Der Satz von Radon-Nikodým besagt, dass unter bestimmten Bedingungen auch die Umkehrung gilt:

## Formulierung des Satzes
Sei {\displaystyle \mu } ein σ-endliches Maß auf dem Messraum {\displaystyle (X,{\mathcal {A}})} und sei {\displaystyle \nu } ein σ-endliches signiertes Maß, das absolut stetig bezüglich {\displaystyle \mu } ist ({\displaystyle \nu \ll \mu }). 
Dann besitzt {\displaystyle \nu } eine Dichtefunktion bezüglich {\displaystyle \mu }, das heißt, es existiert eine messbare Funktion {\displaystyle f\colon X\to \mathbb {R} }, so dass
{\displaystyle \nu (E)=\int _{E}f\,\mathrm {d} \mu } für alle {\displaystyle E\in {\mathcal {A}}}.
Ist {\displaystyle g} eine weitere Funktion mit dieser Eigenschaft, so stimmt sie {\displaystyle \mu }-fast überall mit {\displaystyle f} überein.
Ist {\displaystyle \nu } ein Maß, so ist {\displaystyle f} nicht-negativ. 
Ist {\displaystyle \nu } endlich, so ist {\displaystyle f} integrierbar bezüglich {\displaystyle \mu }.
Die Dichtefunktion {\displaystyle f} wird auch als Radon-Nikodým-Dichte oder Radon-Nikodým-Ableitung von {\displaystyle \nu } bezüglich {\displaystyle \mu } bezeichnet und in Analogie zur Differentialrechnung als {\displaystyle {\tfrac {\mathrm {d} \nu }{\mathrm {d} \mu }}} geschrieben.
Der Satz kann auf komplexe, aber nicht generell auf vektorielle Maße {\displaystyle \nu } verallgemeinert werden. Im Fall vektorieller Maße hängt die Gültigkeit vom verwendeten Banachraum für die Werte des Maßes ab. Diejenigen Räume, für die der Satz seine Gültigkeit behält, nennt man Räume mit der Radon-Nikodym-Eigenschaft.

## Eigenschaften
- Es seien {\displaystyle \nu }, {\displaystyle \mu }, und {\displaystyle \lambda } {\displaystyle \sigma }-endliche Maße auf demselben Messraum. Falls {\displaystyle \nu \ll \lambda } und {\displaystyle \mu \ll \lambda } ({\displaystyle \nu } und {\displaystyle \mu } sind absolut stetig bezüglich {\displaystyle \lambda }), dann gilt

{\displaystyle {\frac {\mathrm {d} (\nu +\mu )}{\mathrm {d} \lambda }}={\frac {\mathrm {d} \nu }{\mathrm {d} \lambda }}+{\frac {\mathrm {d} \mu }{\mathrm {d} \lambda }}}   {\displaystyle \lambda }-fast überall.
- Falls {\displaystyle \nu \ll \mu \ll \lambda } ist, dann gilt

{\displaystyle {\frac {\mathrm {d} \nu }{\mathrm {d} \lambda }}={\frac {\mathrm {d} \nu }{\mathrm {d} \mu }}{\frac {\mathrm {d} \mu }{\mathrm {d} \lambda }}}   {\displaystyle \lambda }-fast überall.
- Falls {\displaystyle \mu \ll \lambda } und {\displaystyle g} eine {\displaystyle \mu }-integrierbare Funktion ist, dann gilt

{\displaystyle \int _{X}g\,\mathrm {d} \mu =\int _{X}g{\frac {\mathrm {d} \mu }{\mathrm {d} \lambda }}\,\mathrm {d} \lambda .}
- Falls {\displaystyle \mu \ll \nu } und {\displaystyle \nu \ll \mu } ist, dann gilt

{\displaystyle {\frac {\mathrm {d} \mu }{\mathrm {d} \nu }}=\left({\frac {\mathrm {d} \nu }{\mathrm {d} \mu }}\right)^{-1}.}
- Falls {\displaystyle \nu } ein endliches signiertes Maß oder ein komplexes Maß ist, dann gilt

{\displaystyle {\mathrm {d} |\nu | \over \mathrm {d} \mu }=\left|{\mathrm {d} \nu  \over \mathrm {d} \mu }\right|.}

## Spezialfall Wahrscheinlichkeitsmaße
Es sei {\displaystyle (\Omega ,{\mathcal {F}},P)} ein Wahrscheinlichkeitsraum und {\displaystyle Q} sei ein zu {\displaystyle P} äquivalentes Wahrscheinlichkeitsmaß, d. h. {\displaystyle P\ll Q} und {\displaystyle Q\ll P}. Dann existiert eine positive Zufallsvariable {\displaystyle Z\in L^{1}(P)}, so dass {\displaystyle {\tfrac {\mathrm {d} Q}{\mathrm {d} P}}=Z} und {\displaystyle E_{P}(Z)=1}, wobei {\displaystyle E_{P}} den Erwartungswert bezüglich {\displaystyle P} bezeichnet. Ist {\displaystyle X} eine reelle Zufallsvariable, so ist {\displaystyle X\in L^{1}(Q)} genau dann, wenn {\displaystyle XZ\in L^{1}(P)}. Für den Erwartungswert bezüglich {\displaystyle Q} gilt in diesem Fall {\displaystyle E_{Q}(X)=E_{P}(XZ)}. (Für die Notation siehe auch Lp-Raum.)
Ist ein Wahrscheinlichkeitsmaß {\displaystyle P} auf der reellen Geraden {\displaystyle \mathbb {R} } absolut stetig bzgl. des Lebesgue-Maßes {\displaystyle \lambda }, so ist die Radon-Nikodým-Dichte {\displaystyle {\tfrac {\mathrm {d} P}{\mathrm {d} \lambda }}} die Wahrscheinlichkeitsdichte von {\displaystyle P}, im Sinne von Gleichheit {\displaystyle \lambda }-fast überall. In diesem Fall nennt man {\displaystyle P} eine absolutstetige Wahrscheinlichkeitsverteilung; insbesondere kann {\displaystyle P} dann nicht diskret sein.

## Weiterführende Aussagen
Der Zerlegungssatz von Lebesgue liefert eine weiterführende Aussage für den Fall, dass {\displaystyle \nu } nicht absolut stetig bezüglich {\displaystyle \mu } ist. Er befasst sich mit der Existenz und Eindeutigkeit einer Zerlegung von {\displaystyle \nu }, so dass ein Teil absolutstetig bezüglich {\displaystyle \mu } ist, also eine Dichte bezüglich {\displaystyle \mu } besitzt, und ein anderer Teil singulär bezüglich {\displaystyle \mu } ist.
Ebenso gibt es Formulierungen des Satzes von Radon-Nikodým für größere Klassen von Maßräumen als die {\displaystyle \sigma }-endlichen Maßräume, die sogenannten zerlegbaren Maßräume.
Mithilfe des Begriffs der Kontiguität kann eine Version des Satzes in der asymptotischen Wahrscheinlichkeitstheorie bewiesen werden. Dort ist der Satz als Le Cams drittes Lemma bekannt.